# Corgatha castaneorufa
Corgatha castaneorufa là một loài bướm đêm trong họ Erebidae.